# (1953) Rupertwildt
(1953) Rupertwildt ist ein Hauptgürtel-Asteroid, der am 29. Oktober 1951 von Astronomen des Indiana Asteroid Programs am Goethe-Link-Observatorium (IAU-Code 760) in Brooklyn im US-Bundesstaat Indiana entdeckt wurde.
Der Asteroid ist nach dem deutschamerikanischen Astronomen Rupert Wildt (1905–1976) benannt, der 1966 für seine Forschungen am Energietransport in der Photosphäre der Sonne mit der Eddington-Medaille ausgezeichnet wurde.